# Borkhausenia gredoensis
Borkhausenia gredoensis is een vlinder uit de familie sikkelmotten (Oecophoridae). De wetenschappelijke naam is voor het eerst geldig gepubliceerd in 1937 door Rebel.
De soort komt voor in Europa.